# Alvorada – Aufbruch in Brasilien
Alvorada-Aufbruch in Brasilien ist ein Dokumentar- und Industriefilm des deutschen Regisseurs Hugo Niebeling aus dem Jahr 1962. Er wurde für den Oscar nominiert und mit zahlreichen Filmpreisen ausgezeichnet.

## Filmbeschreibung
Nach einer kurzen Einleitung beginnt der Film mit einer Hommage an die Entdeckung Brasiliens durch die portugiesischen Entdecker. Ohne ein Industriefilm im üblichen Sinne zu sein, gibt er dann einen Überblick über Menschen und Landschaften Brasiliens, seine modernen Großstädte und alten Kolonialsiedlungen sowie über seine Kunst und Kultur. Er zeigt, dass die Brasilianer, die bisher hauptsächlich an der Küste des Landes gelebt haben, nun in das Landesinnere vordringen. Strukturelle Veränderungen und vor allem der Aufbau der modernen Industrie verwandeln das Land. Ein Markstein dieses nach Westen gerichteten Pioniergeistes ist Brasília, die im Jahr 1960 eingeweihte und neuerrichtete Hauptstadt. Mit der überzeugenden Kraft aller fotografischen Gestaltungsmöglichkeiten, mit völlig neuartiger Anwendung des Bildschnitts und musikalischer Elemente zeigt "Alvorada-Aufbruch in Brasilien" ein Brasilien, wie es selbst den meisten der über 60 Millionen Brasilianer damals unbekannt war. Das geschieht nicht im klassischen Stil einer Reportage, die lediglich Informationen weitergibt, und es wird auch nicht viel erzählt. Es war vielmehr die Absicht Hugo Niebelings, das Bild Brasiliens aus Impressionen erstehen zu lassen und für den Betrachter die Möglichkeit zu schaffen, das Land von sich aus zu "entdecken", vor allem im ersten Teil des Films. Ebenso versucht der Regisseur, dem Film in Stil und Rhythmus  einen brasilianischen Charakter zu geben, wie er dem raschen, intensiven Leben der Menschen dieses Landes entspricht. Moderne elektronische Musik als auch synchron zum Bildschnitt angelegte Klangcollagen, die Oskar Sala entwickelte und mithilfe des Mixturtrautoniums einspielte, wechseln sich ab mit Elementen klassischer Musik, jungen brasilianischen Tanz- und Gebets-Rhythmen, charakteristischen Aufnahmen aus dem Naturgeschehen oder atmosphärischen Geräuschkulissen.

## Preise, Auszeichnungen und Nominierungen
- 1962 Kulturfilm-Prämie des Bundes
- 1962 Prädikat "Besonders Wertvoll" der Filmbewertungsstelle Wiesbaden
- 1963 Oscar-Nomination in der Kategorie "Dokumentarfilm (Langform)"
- 1963 Bundesfilmpreis als Filmband in Gold in der Kategorie "Bester Regisseur"
- 1963 Bundesfilmpreis als Filmband in Gold in der Kategorie "Bester abendfüllender Kultur- und Dokumentarfilm"
- 1963 Prädikat "Sehenswert" des Österreichischen Fachverbands der Filmindustrie

Außerdem war der Film "Alvorada-Aufbruch in Brasilien" bundesdeutscher Beitrag bei den Internationalen Filmfestspielen von Cannes 1963 und erhielt weitere Preise auf den Filmfestivals in Cork und Edinburgh.

## Kritiken
„Eindrücke aus dem ‚alten‘ und ‚neuen‘ Brasilien in einem vorwiegend auf fotografischen Reiz bedachten Dokumentarfilm. Aufschlüsse über die Wirklichkeit in Südamerika vermittelt der Film nicht.“

„Kein üblicher Reisebericht, sondern für diese Filmgattung richtungsweisende Impressionen von einem Land und seinen Problemen. Ab 14 empfehlenswert.“